# Isaac Penington
Isaac Penington (* 1616; † 1679) war eine einflussreiche Person des frühen Quäkertums und Autor mehrerer Bücher. Er gilt theologisch und vom Auftreten her als Gegenpol zu George Fox.

## Leben
Isaac war der älteste Sohn von Sir Isaac Penington. Dieser war von 1642 bis 1643 Bürgermeister von London. Das Elternhaus von Penington war puritanisch geprägt. 1654 heiratete er  die Witwe Mary Springett. Beide gehörten zunächst der Seeker-Bewegung an. Aus der Ehe stammen sechs Kinder: John, Mary, Isaac, William, Edward. Ein weiterer Junge, dessen Namen nicht bekannt ist, verstarb schon früh.
Zu den wechselnden Wohnorten gehörten im Laufe seines Lebens: Chalfont St. Peter, London, Bury House nahe Amersham und Goodneston in der Grafschaft Kent.
Penington pflegte Freundschaften zu bekannten Literaturgrößen seiner Zeit wie John Milton, John Locke und Thomas Ellwood.
1658 schloss sich das Ehepaar Penington der neuen Quäker-Bewegung an. Es folgten eine Reihe von Aufenthalten in Gefängnissen. Fünf in Aylesbury und einen in Reading. Insgesamt verbrachte er etwa fünf Jahre im Gefängnis. In dieser Zeit verfasste er auch die meisten seiner Werke. Darin deutete er das Quäkertum mystisch, wofür er im 19. Jahrhundert von Quäkerautoren kritisiert wurde. In neuerer Zeit gewinnt diese Position wieder mehr Zuspruch (z. B. bei Rufus Jones). Penington verstarb 1679 in Bury House.

## Werke
- Der äussere Jude, ein Spiegel für die Christenthumsbekenner des jetzigen Zeitalters. Ludwig Seebohm, Friedensthal 1803, OCLC 681967644. (Digitalisat bei  google-Books)
- Einige Anmerckungen vorgestellet an die Juden. OCLC 80121035.